# Basket Brno
Le BC A Plus OHL ŽS Brno est un club tchèque de basket-ball, évoluant dans la ville de Brno et possédant le plus important palmarès du pays.

## Noms successifs
- Depuis 2003 : A Plus
- 1999 - 2003 : BVV
- 1998 - 1999 : Draci
- 1995 - 1998 : BC Stavex
- 1993 - 1995 : Bioveta - COOP Banka
- 1991 - 1992 : BVC Bioveta Ivanovice na Hane
- 1952 - 1990 : Spartak (Zbrojovka)
- 1946 - 1951 : Sokol

## Palmarès
- Finaliste de la Coupe d'Europe des champions : 1964, 1968
- Champion de République tchèque : 1994, 1995, 1996
- Champion de Tchécoslovaquie : 1946, 1947, 1948, 1949, 1950, 1951, 1958, 1962, 1963, 1964, 1967, 1968, 1976, 1977, 1978, 1986, 1987, 1988, 1990

## Entraîneurs successifs
- 2018 :  Chris Chougaz

## Joueurs célèbres ou marquants
- Ladislav Sokolovský
- Radek Nečas
- David Jelínek
- Petr Benda